# Alamgir II
Alamgir II (urdu: عالمگير ثانی),[uttal saknas] född 6 juni 1699 i Burhanpur i Indien, död 29 november 1759 i Kotla i Indien, var en indisk stormogul mellan 1754 och 1759. Han var son till stormogulen Djahandar Shah.